# Park Vijfhuizen
Het Park Vijfhuizen is een park in Haarlemmermeer in de Nederlandse provincie Noord-Holland. Het park ligt tussen de bebouwing van het dorp Vijfhuizen en de N205, plaatselijk de Drie Merenweg. In het park is het Nationaal Monument MH17 gelegen ter nagedachtenis aan de vliegtuigramp MH17 in 2014.
Het park wordt beheert door Recreatieschap Spaarnwoude en maakt onderdeel uit het deelgebied Spaarnwoude Mainport & Groen van het recreatiegebied Spaarnwoude. Met de aanleg van het park werd in de herfst van 2013 begonnen. Het park werd rond de aanleg in de volksmond ook wel Jack Sharp Park genoemd, naar Jack Sharp de enige overlevende inzittende van de Britse bommenwerpers die op 3 mei 1943 boven Vijfhuizen werden neergeschoten.
In het park is een waterpartij opgenomen met dezelfde vorm en oppervlakte als de Big Spotters Hill die vanuit het park te zien is. Het park sluit aan op de Groene Weelde dat iets zuidwestelijker liggen.